# マコン

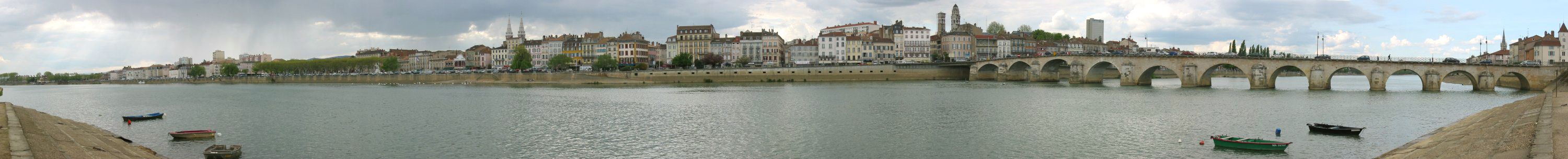
マコンのパノラマ

マコン (Mâcon) は、フランス中央部、ソーヌ川河畔に位置するブルゴーニュ＝フランシュ＝コンテ地域圏の都市である。ソーヌ＝エ＝ロワール県の県庁所在地。1999年現在の人口は約3万6千人。
主な産業は、ワイン製造、畜産業、ソーヌ川を利用した河川運輸、金属工業である。

## 歴史
中世のマコンは、ブルゴーニュ公爵領に併合された、ある伯爵領の首府として繁栄した。カトリック教会の司教座がおかれ、大聖堂が現在も残る。またアルフォンス・ド・ラマルティーヌの出身地でもあり、彼を記念する博物館がおかれる。

## 人口統計
| 1962年 | 1968年 | 1975年 | 1982年 | 1990年 | 1999年 | 2006年 | 2012年 |
| ------ | ------ | ------ | ------ | ------ | ------ | ------ | ------ |
| 25 714 | 33 445 | 39 344 | 38 404 | 37 275 | 34 469 | 34 171 | 32 917 |

source=1999年までLdh/EHESS/Cassini、2004年以降INSEE

## 産業

### ワイン
ブルゴーニュワインの生産地の一つであるマコネー地区の中心にあり、ワイン流通の拠点になっているほか、市内でも郊外にはかなりのぶどう畑がある。

## 姉妹都市
- ノイシュタット・アン・デア・ヴァインシュトラーセ、ドイツ
- Crewe and Nantwich、イギリス
- Overijse、ベルギー
- メイコン、ジョージア州、アメリカ合衆国
- レッコ、イタリア
- アルカサル・デ・サン・フアン、スペイン
- エゲル、ハンガリー
- ポリ、フィンランド
- サント・ティルソ、ポルトガル

## 出身者
- クロード・ルイ・マチュー - 数学者、天文学者
- アルフレッド・ラクロワ - 火山学者
- アルフォンス・ド・ラマルティーヌ - 詩人、政治家
- ジョルジュ・ルコント - 小説家
- ヴァランタン・ロニエ - サッカー選手
- アントワーヌ・グリーズマン - サッカー選手
- アントワネット・アンリエット・クレマンス・ロベール - 作家